# Stirling Island
Stirling Island är en ö i Kanada.   Den ligger i Central Coast Regional District och provinsen British Columbia, i den sydvästra delen av landet, 3 800 km väster om huvudstaden Ottawa. Arean är 13 kvadratkilometer.
Terrängen på Stirling Island är platt. Öns högsta punkt är 178 meter över havet. Den sträcker sig 5,6 kilometer i nord-sydlig riktning, och 4,1 kilometer i öst-västlig riktning.
I omgivningarna runt Stirling Island växer i huvudsak barrskog.  Klimatet i området är tempererat. Årsmedeltemperaturen i trakten är 5 °C. Den varmaste månaden är juli, då medeltemperaturen är 10 °C, och den kallaste är januari, med 0 °C.